# Luci Canuleu Dives
Luci Canuleu Dives (en llatí Lucius Canuleius Dives) ca ser un magistrat romà del segle ii aC. Formava part de la gens Canuleia, una gens romana d'origen plebeu.
Va ser nomenat pretor l'any 171 aC i va rebre el govern d'Hispània i abans d'arribar al seu lloc diverses tribus d'Hispània van enviar delegats a Roma per queixar-se de l'avarícia i la insolència dels governadors romans.
Llavors Canuleu Dives va rebre l'encàrrec del senat de nomenar cinc recuperatores de rang senatorial per investigar els casos. Després de començada la investigació dos pretors que havien estat governadors van marxar a l'exili voluntàriament. Hi havia embolicats home d'alt rang i els acusadors foren subornats per retirar les queixes i Canuleu mateix va influir en què la cosa s'oblidés.
Tot seguit va reunir les seves tropes i es va dirigir a la seva província. Es donava el cas que els soldats romans que s'havien aparellat amb dones del país eren molt nombrosos i havien tingut uns quatre mil fills, els quals es van presentar al nou governador, només arribar, per demanar l'assignació d'una ciutat per establir-se; la petició, transmesa al senat, fou contestada delegant en Canuleu la decisió, i que si Canuleu els declarava lliures s'establirien a Carteia. Finalment els va ser reconeguda la seva condició i es van establir a aquesta ciutat on van formar una colònia amb el nom de Latina colonia Libertinorum.